# Tàngara de ventre cremós
La tàngara de ventre cremós (Pipraeidea melanonota) és un ocell de la família dels tràupids (Thraupidae) i única espècie del gènere Pipraeidea Swainson, 18272.

## Hàbitat i distribució
Habita la selva pluvial, vegetació secundària, bosc obert, pastures amb matolls i jardins a les terres altes de Colòmbia, als Andes, oest, nord i sud de Veneçuela i adjunt nord del Brasil, cap al sud, a través dels Andes de l'Equador i Perú, al vessant oriental fins Lima, fins Bolívia, cap a l'est, a través de l'est de Paraguai i nord-oest, sud-est de l'Argentina fins Uruguai i sud-est del Brasil.